# Magdalena (Buenos Aires)
Magdalena è una città dell'Argentina, capoluogo del partido di Magdalena nella provincia di Buenos Aires.